# Joseph Frehner

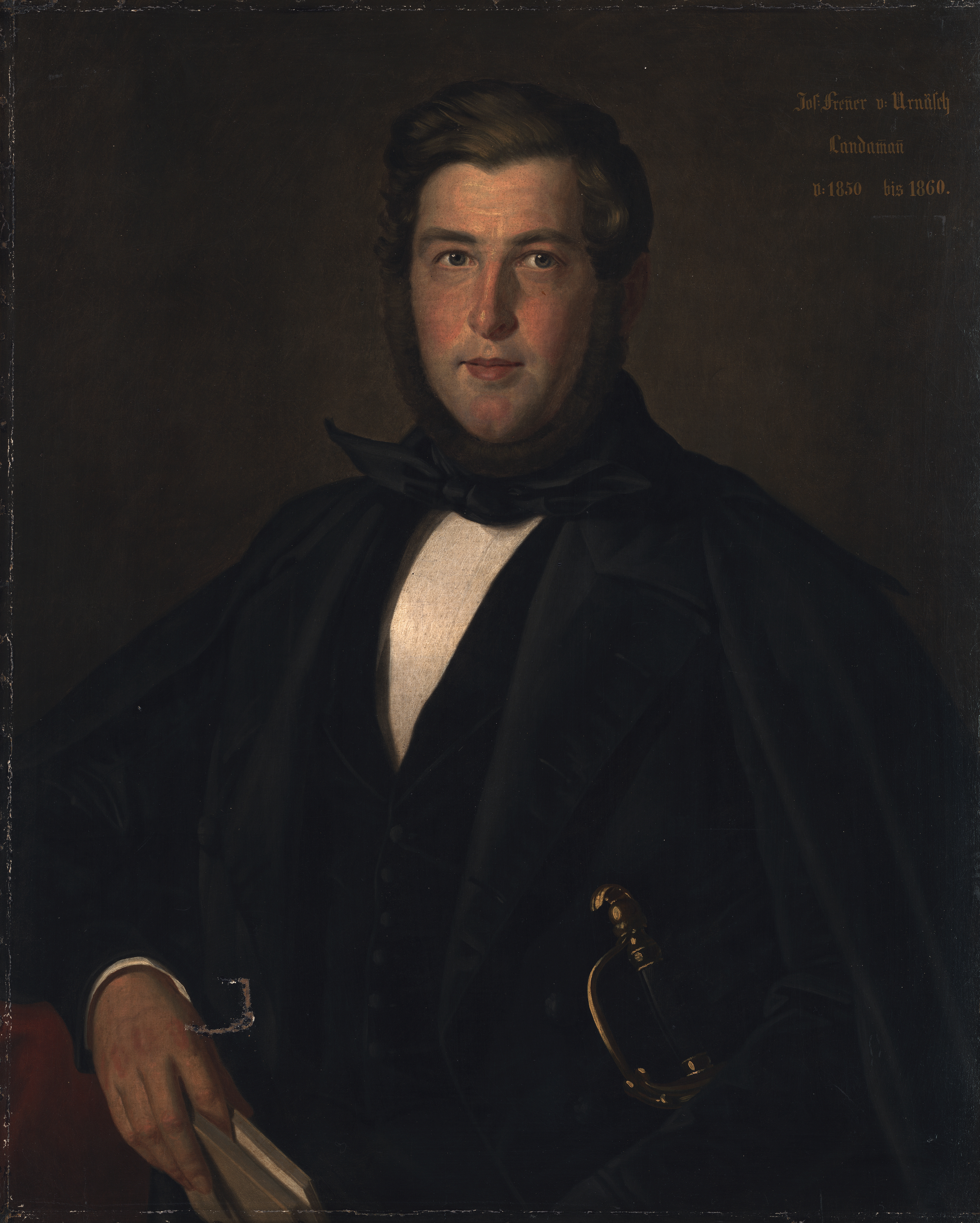
Joseph Frehner omstreeks 1858

Joseph Frehner (Urnäsch, 23 september 1815 - aldaar, 8 augustus 1876) was een Zwitsers politicus.
Joseph Frehner volgde aanvankelijk een opleiding als timmerman, maar begon na het overlijden van zijn vader in 1832 een studie medicijnen aan de Universiteit van Bern (1833-1839). Nadien was hij als huisarts gevestigd in Urnäsch. Van 1842 tot 1848 was hij lid van de gemeenteraad van Urnäsch en van 1846 tot 1848 was hij burgemeester van Urnäsch.
Joseph Frehner was van 1848 tot 1850 Landesstatthalter van het kanton Appenzell Ausserrhoden. Tussen 1850 en 1860 was afwisselend Stillstehender Landammann (dat wil zeggen plaatsvervangend regeringsleider) en Regierend Landammann (dat wil zeggen regeringsleider) van Appenzell Ausserrhoden).
Joseph Frehner was van 1860 en 1864 was hij opperrechter van het kanton Appenzell Ausserrhoden. Hij was ook lid van Volksgezondheids- en Schoolcommissie, alsook van theologische examencommissie van Evangelische Gereformeerde Kerk van Appenzell Ausserrhoden en de Synode van dezelfde Kerk.
Hij overleed op 60-jarige leeftijd.

## Landammann
- 1852 - 1854
- 1856 - 1858